# Penstemon bolanius
Penstemon bolanius är en grobladsväxtart som beskrevs av Richard Myron Straw. Penstemon bolanius ingår i släktet penstemoner, och familjen grobladsväxter. Inga underarter finns listade i Catalogue of Life.